# Hermann Linkenbach
Hermann Linkenbach (Barmen, 8 april 1889 - Stade, 30 juni 1959) was een Duits ruiter, die gespecialiseerd was in dressuur. Tijdens de Olympische Zomerspelen 1928 won von Lotzbeck de gouden medaille in de landenwedstrijd dressuur, individueel eindigde hij op de zesde plaats.

## Resultaten
- Olympische Zomerspelen 1928 in Amsterdam 6e individueel dressuur met Gimpe;
- Olympische Zomerspelen 1928 in Amsterdam  landenwedstrijd dressuur met Gimpel

1928: von Langen, Linkenbach, Lotzbeck ·
1932: Lesage, Marion, Jousseaume ·
1936: Pollay, Gerhard, Oppeln-Bronikowski ·
1948: Jousseaume, Saint-Fort Paillard, Buret ·
1952: Saint Cyr, Boltenstern, Persson ·
1956: Saint Cyr, Boltenstern, Persson ·
1964: Boldt, Klimke, Neckermann ·
1968: Neckermann, Klimke, Linsenhoff ·
1972: Petoesjkova, Kizimov, Kalita ·
1976: Boldt, Klimke, Grillo ·
1980: Kovsjov, Oegrjoemov, Misevitsj ·
1984: Klimke, Sauer, Krug ·
1988: Klimke, Linsenhoff, Theodorescu, Uphoff ·
1992: Balkenhol, Uphoff, Theodorescu, Werth ·
1996: Balkenhol, Schaudt, Theodorescu, Werth ·
2000: Werth, Capellmann, Salzgeber, Simons-de Ridder ·
2004: Kemmer, Schmidt, Schaudt, Salzgeber ·
2008: Kemmer, Capellmann, Werth ·
2012: Hester, Bechtolsheimer, Dujardin ·
2016: Rothenberger, Schneider, Bröring-Sprehe, Werth ·
2020: von Bredow-Werndl, Schneider, Werth ·
2024: Wandres, von Bredow-Werndl, Werth
- Gemeinsame Normdatei: 1034937014
- Virtual International Authority File: 302299133
- WorldCat: E39PBJghrbTfGXk8yxy68YXcfq